# 1966 في سويسرا
فيما يلي قوائم الأحداث التي وقعت خلال عام 1966 في سويسرا.

## رياضة
- 14 يوليو – سباق طواف فرنسا 1966 الفائزون خوليو خيمينيز، لوسيان إيمار، Willy Planckaert [الإنجليزية]‏.

## مواليد

### يناير
- 31 يناير – رولف جارمان درّاج طريق سويسري.

### مايو
- 9 مايو – ماركو باسكولو لاعب كرة قدم سويسري.

### سبتمبر
- 8 سبتمبر – جيرج ستودار لاعب كرة قدم سويسري.

## وفيات

### يناير
- 11 يناير – ألبرتو جياكوميتي (مواليد 1901)

### أبريل
- 6 أبريل – إميل برونر (مواليد 1889)

### أغسطس
- 29 أغسطس – فلور ريفالس (مواليد 1889)